# ایندره سوروکایته
ایندره سوروکایته (لیتوانیایی: Indre Sorokaite؛ زادهٔ ۲ ژوئیهٔ ۱۹۸۸) بازیکن والیبال زن لیتوانیایی‌تبار اهل ایتالیا است.